# Nieuw Nederlandsch Biografisch Woordenboek
Il Nieuw Nederlandsch Biografisch Woordenboek (Nuovo dizionario biografico olandese) è un dizionario in lingua olandese che contiene più di 22.000 schede biografiche di personalità illustri dei Paesi Bassi, vissute prima del 1910.
Fu pubblicato in dieci parti tra il 1911 e e il 1937 a cura di Philipp Christiaan Molhuysen e di Petrus Johannes Blok. Alla sua realizzazione collaborarono centinaia di storici ed esperti. È considerato una delle fonti di informazioni più importanti per la storia olandese.
La Digital Library for Dutch Literature e l'Institution for Dutch History (ING) hanno provveduto a realizzare una copia digitale del dizionario, resa disponibile all'interno dei propri siti.
Il dizionario è stato integrato dal Biografisch Woordenboek van Nederland 1880–2000.